# Robert Waddell
Robbert Waddell (Te Kuiti, 7 januari 1975) is een Nieuw-Zeelands roeier en zeiler. Na de Olympische Zomerspelen 1996 stapte Waddell in de skiff. Waddell won de wereldtitel in 1998 en 1999. Tijdens de Olympische Zomerspelen 2000 werd Wadell olympisch kampioen in de skiff. Waddell nam als zeiler deel aan de America's Cup in 2003 en 2007 namens Team New Zealand en verloor beide keren van het Zwitserse team Alinghi. Op de Olympische Zomerspelen 2008 nam Wadell deel in de Nathan Cohen in de dubbel-twee en behaalde de vierde plaats. Wadell nam opnieuw deel aan de America's Cup 2013 en verloor ditmaal van Oracle Team USA.

## Resultaten roeien
- Wereldkampioenschappen roeien 1994 in Indianapolis 13e in twee-zonder
- Wereldkampioenschappen roeien 1994 in Indianapolis 17e in twee-met
- Wereldkampioenschappen roeien 1995 in Tampere 10e in de vier-zonder
- Olympische Zomerspelen 1996 in Atlanta 7e in de skiff
- Wereldkampioenschappen roeien 1997 in Aiguebelette-le-Lac 8e in de skiff
- Wereldkampioenschappen roeien 1998 in Keulen  in de skiff
- Wereldkampioenschappen roeien 1999 in St. Catharines  in de skiff
- Olympische Zomerspelen 2000 in Sydney  in de skiff
- Olympische Zomerspelen 2008 in Peking 4e in de dubbel-twee

## Resultaten zeilen
- America's Cup 2003 met Team New Zealand vs Alinghi 0-5
- America's Cup 2007 met Team New Zealand vs Alinghi 2-5
- America's Cup 2013 met Emirates Team New Zealand vs Oracle Team USA 8-9

1900: Hermann Barrelet ·
1904: Frank Greer ·
1908: Harry Blackstaffe ·
1912: William Kinnear ·
1920: John B. Kelly, Sr. ·
1924: Jack Beresford ·
1928: Henry Pearce ·
1932: Henry Pearce ·
1936: Gustav Schäfer ·
1948: Mervyn Wood ·
1952: Joeri Tjoekalov ·
1956: Vjatsjeslav Ivanov ·
1960: Vjatsjeslav Ivanov ·
1964: Vjatsjeslav Ivanov ·
1968: Jan Wienese ·
1972: Joeri Malysjev ·
1976: Pertti Karppinen ·
1980: Pertti Karppinen ·
1984: Pertti Karppinen ·
1988: Thomas Lange ·
1992: Thomas Lange ·
1996: Xeno Müller ·
2000: Robert Waddell ·
2004: Olaf Tufte ·
2008: Olaf Tufte ·
2012: Mahe Drysdale ·
2016: Mahe Drysdale ·
2020: Stefanos Douskos ·
2024: Oliver Zeidler